# Рябина круглолистная
Ряби́на круглоли́стная (лат. Sórbus ária), или а́рия, или мучни́стая — вид деревьев из рода Рябина семейства Розовые (Rosaceae).

## Ареал
Растение горно-лесного пояса Европы, а также Северной Африки и Малой Азии. Растёт на высоте от 500 до 1700 м над уровнем моря.

## Ботаническое описание

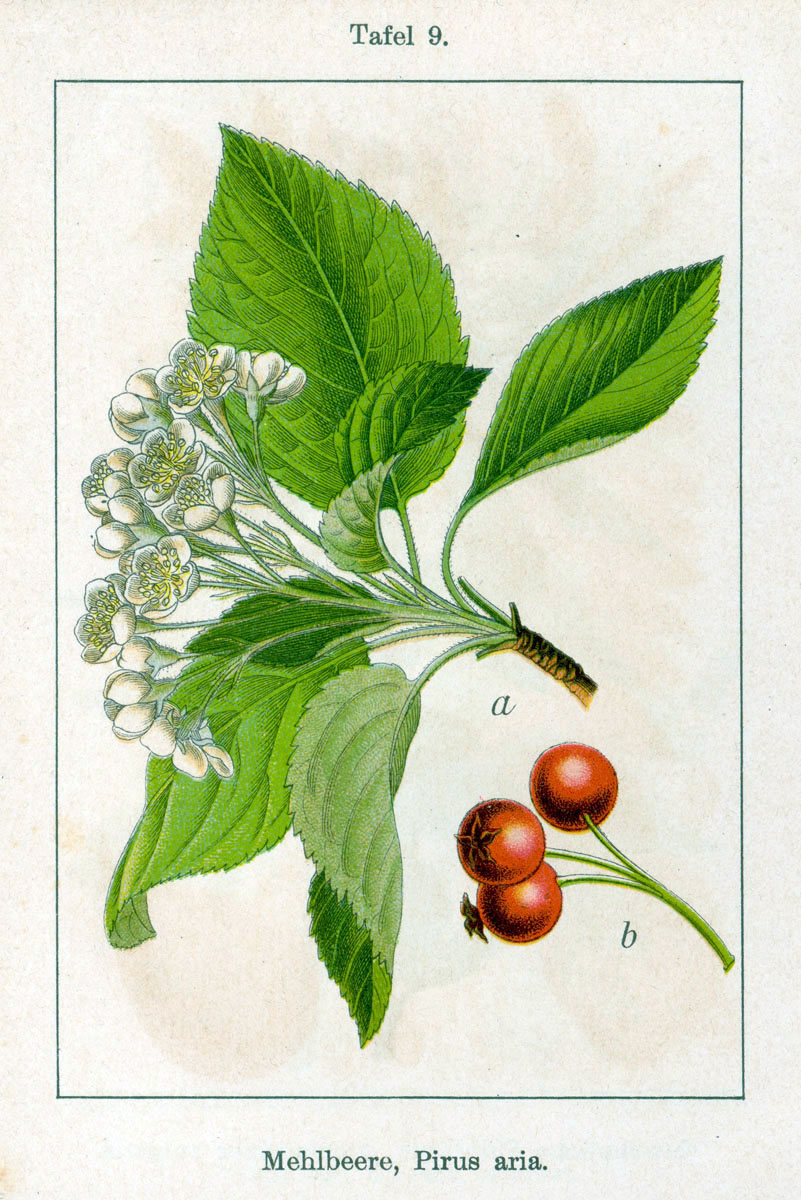

Многолетнее дерево высотой 10-15 метров или невысокий кустарник. Светолюбиво, обычно растёт одиночно, на хорошо освещённых участках, предпочитает известковые почвы.
Листья рябины круглолистной, в отличие от рябины обыкновенной, цельные, округло-эллиптические, кожистые, по окраске зелёные сверху и беловойлочные снизу.
Цветки белые, крупные, собраны в щитковидные соцветия.
Плоды красновато-оранжевые, с мучнистой мякотью, съедобные.

## Применение
Используется как декоративное растение в озеленении и садоводстве. Плоды служат кормом для птиц, людьми в пищу практически не используются из-за сухого мучнистого вкуса. Древесина используется в столярном деле.

## Систематика и синонимия
Синонимы: Crataegus aria L., Hahnia aria var. majestica Dippel, Pyrus aria (L.) Ehrh., Pyrus aria subsp. rupicola Syme, Sorbus aria f. aurea (Hesse ex Rehder) Rehder, Sorbus aria var. decaisneana (Lavallée) Rehder, Sorbus aria var. majestica (Dippel) C. K. Schneid., Sorbus aria var. salicifolia Myrin, Sorbus rupicola (Syme) Hedl.